# Vote nul

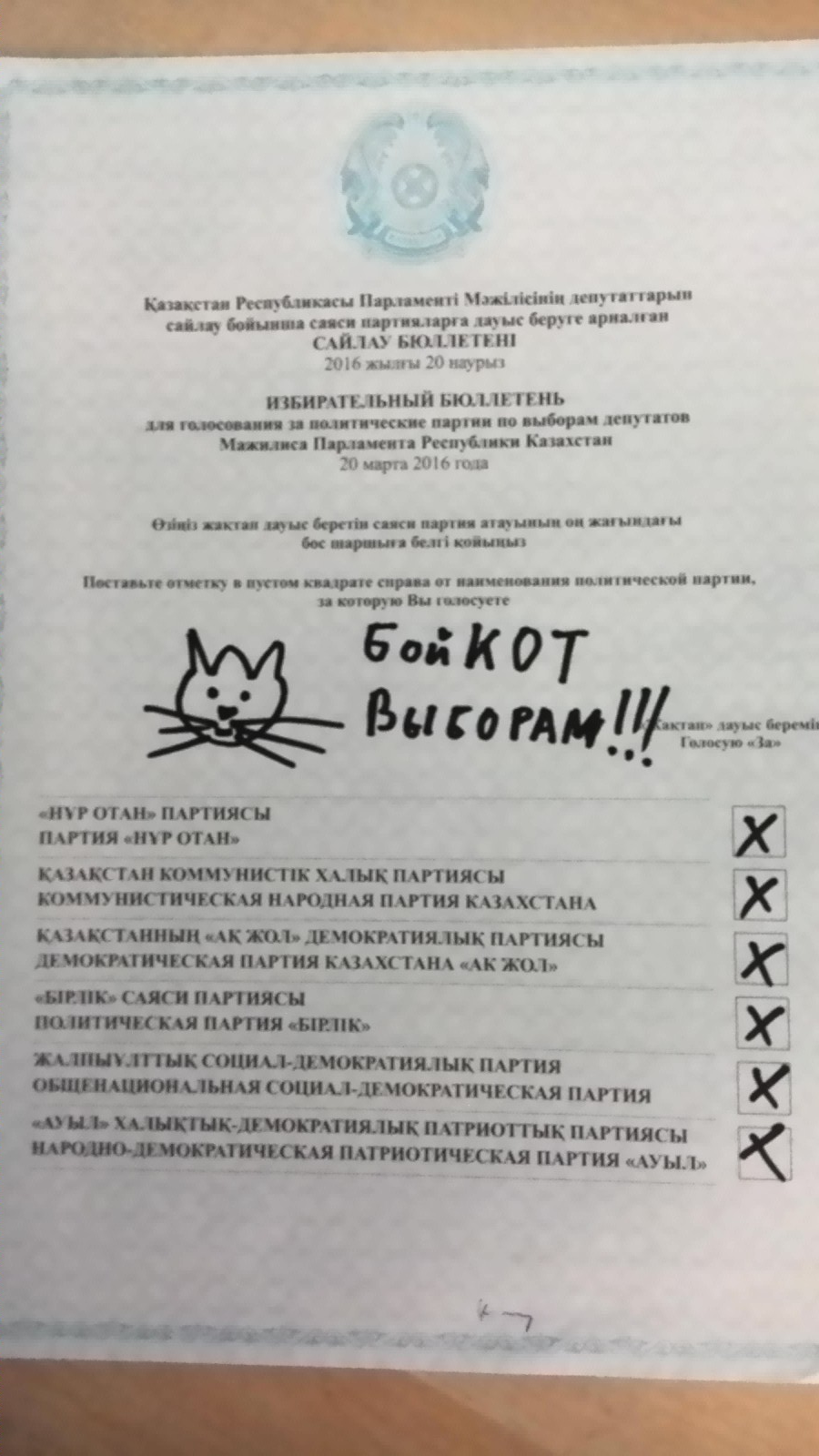
Exemple d'un vote nul : un dessin et des annotations sont réalisées sur le bulletin, et toutes les cases sont cochées.

Lors d'une élection, le vote nul consiste à mettre dans l'enveloppe une réponse qui n'est pas valable, comme :
- un bulletin au nom d'une personne qui ne se présente pas (sauf cas particulier, par exemple pour les élections municipales françaises dans les communes de moins de 1 000 habitants, pour lesquels les habitants peuvent ajouter des noms de personnes non candidates aux listes proposées) ;
- un bulletin au nom d'un candidat n'ayant pas le droit de se présenter ;
- plusieurs bulletins ; mais en France il faut que ces bulletins soient différents pour être nuls, selon le code électoral français, « Si une enveloppe contient plusieurs bulletins, le vote est nul quand les bulletins portent des listes et des noms différents. Les bulletins multiples ne comptent que pour un seul quand ils désignent la même liste, le même binôme de candidats ou le même candidat » ;
- des rayures, des dessins ou des mentions sur le ou les bulletin(s) ;
- bulletins déchirés ;
- autre chose qu'un bulletin de vote.

## Interprétations
La raison d'un vote nul est difficile à déterminer, car il n'est pas toujours possible de savoir si l'électeur a volontairement ou non effectué un vote nul.
À partir d'une étude portant sur des bulletins nuls issus des élections européennes, Jérémie Moualek démontre que la grande majorité des votes nuls sont volontaires et peuvent relever d'une expression politique. De même, l'usage de bulletins nuls insultants traduit autant une hostilité politique qu'une tentative d'inversion du rapport gouverné/gouvernant qui caractérise l'acte de vote.
Selon Pascal Jan, le vote blanc exprime l’opinion d’un électeur qui manifeste son attachement à l’élection (contrairement à l'abstentionniste) et qui considère que l’offre politique ne lui permet pas de faire un choix, de pencher pour un candidat plutôt qu’un autre. Le vote nul manifeste davantage un mécontentement, dans la mesure où, généralement, l’électeur barre ou déchire son bulletin de vote.

## En Belgique
En Belgique, le code électoral prévoit que sont nuls :
- tous les bulletins autres que ceux dont l'usage est permis par la loi ;
- ceux qui contiennent plus d'un vote de liste ou qui contiennent des suffrages nominatifs soit pour les candidats-titulaires, soit pour les candidats-suppléants, sur des listes différentes ;
- ceux dans lesquels l'électeur a marqué à la fois un vote en tête de liste et à côté du nom d'un ou de plusieurs candidats titulaires ou suppléants d'une autre liste ;
- ceux dans lesquels l'électeur a voté à la fois pour un ou plusieurs candidats titulaires d'une liste et pour un ou plusieurs candidats suppléants d'une autre liste ;
- ceux qui ne contiennent l'expression d'aucun suffrage ;
- ceux dont les formes et dimensions auraient été altérées, qui contiendraient à l'intérieur un papier ou un objet quelconque, ou dont l'auteur pourrait être rendu reconnaissable par un signe, une rature, ou une marque non autorisée par la loi.

En Belgique, le code électoral prévoit que ne sont pas nuls :
- les bulletins dans lesquels l'électeur a marqué un vote à la fois en tête d'une liste et en faveur d'un ou de plusieurs candidats titulaires ou d'un ou de plusieurs candidats titulaires et suppléants de la même liste ;
- les bulletins dans lesquels l'électeur a marqué un vote à la fois en tête d'une liste et en faveur d'un ou de plusieurs candidats suppléants de la même liste.

Dans les cas visés à alinéa précédent, le vote en tête est considéré comme non avenu.
En Belgique, le code électoral prévoit que les bulletins suspects et ceux qui ont fait l'objet de réclamations, sont ajoutés, d'après la décision du bureau, à la catégorie à laquelle ils appartiennent. Les bulletins de chaque catégorie sont comptés successivement par deux membres du bureau.
Celui-ci arrête et fixe en conséquence le nombre total des bulletins valables, celui des bulletins blancs ou nuls et, pour chacune des listes, le nombre des bulletins de chacune des quatre sous-catégories visées à l'article 156, paragraphe 1, alinéa 2, ainsi que le nombre des suffrages nominatifs obtenus par chaque candidat. Tous ces nombres sont inscrits au procès-verbal. Les bulletins déclarés non valables ou contestés, autres que les blancs, sont paraphés par deux membres du bureau et par l'un des témoins. Tous les bulletins, classés comme il est dit ci-dessus, sont placés sous des enveloppes distinctes et fermées.
En Belgique les votes nuls ne sont pas pris en compte dans le décompte des voix, tout comme les votes blancs.

## En France
En France, le code électoral considère que si une enveloppe contient plusieurs bulletins, le vote est nul quand les bulletins portent des listes et des noms différents.
En France, le vote nul n'a pas de conséquences sur le résultat d'un scrutin public. Le vote électronique rend théoriquement impossible le vote nul, seul le vote blanc est autorisé.
Toutefois, si des pressions sont exercées pour l'utilisation de faux bulletins (comme en 1992 dans la commune de Rivière-Pilote ou en 2000 dans la commune d'Horgues) et qu'un nombre élevé de bulletins nuls est trouvé dans l'urne électorale, cela peut entraîner l'annulation de la totalité des résultats du bureau de vote. Selon la jurisprudence, il y a en effet, en pareille hypothèse, atteinte à la sincérité du scrutin.
La présence dans une même enveloppe de plusieurs bulletins identiques n'invalide pas le vote (article L 65 du Code électoral), mais un seul est compté, les autres sont détruits.
Le code électoral considère que les bulletins ne contenant pas une désignation suffisante ou dans lesquels les votants se sont fait connaître, les bulletins trouvés dans l'urne sans enveloppe ou dans des enveloppes non réglementaires, les bulletins écrits sur papier de couleur, les bulletins ou enveloppes portant des signes intérieurs ou extérieurs de reconnaissance, les bulletins ou enveloppes portant des mentions injurieuses pour les candidats ou pour des tiers n'entrent pas en compte dans le résultat du dépouillement. Ils sont annexés au procès-verbal ainsi que les enveloppes non réglementaires et contresignés par les membres du bureau. Chacun de ces bulletins annexés doit porter mention des causes de l'annexion. Si l'annexion n'a pas été faite, cette circonstance n'entraîne l'annulation des opérations qu'autant qu'il est établi qu'elle a eu pour but et pour conséquence de porter atteinte à la sincérité du scrutin.

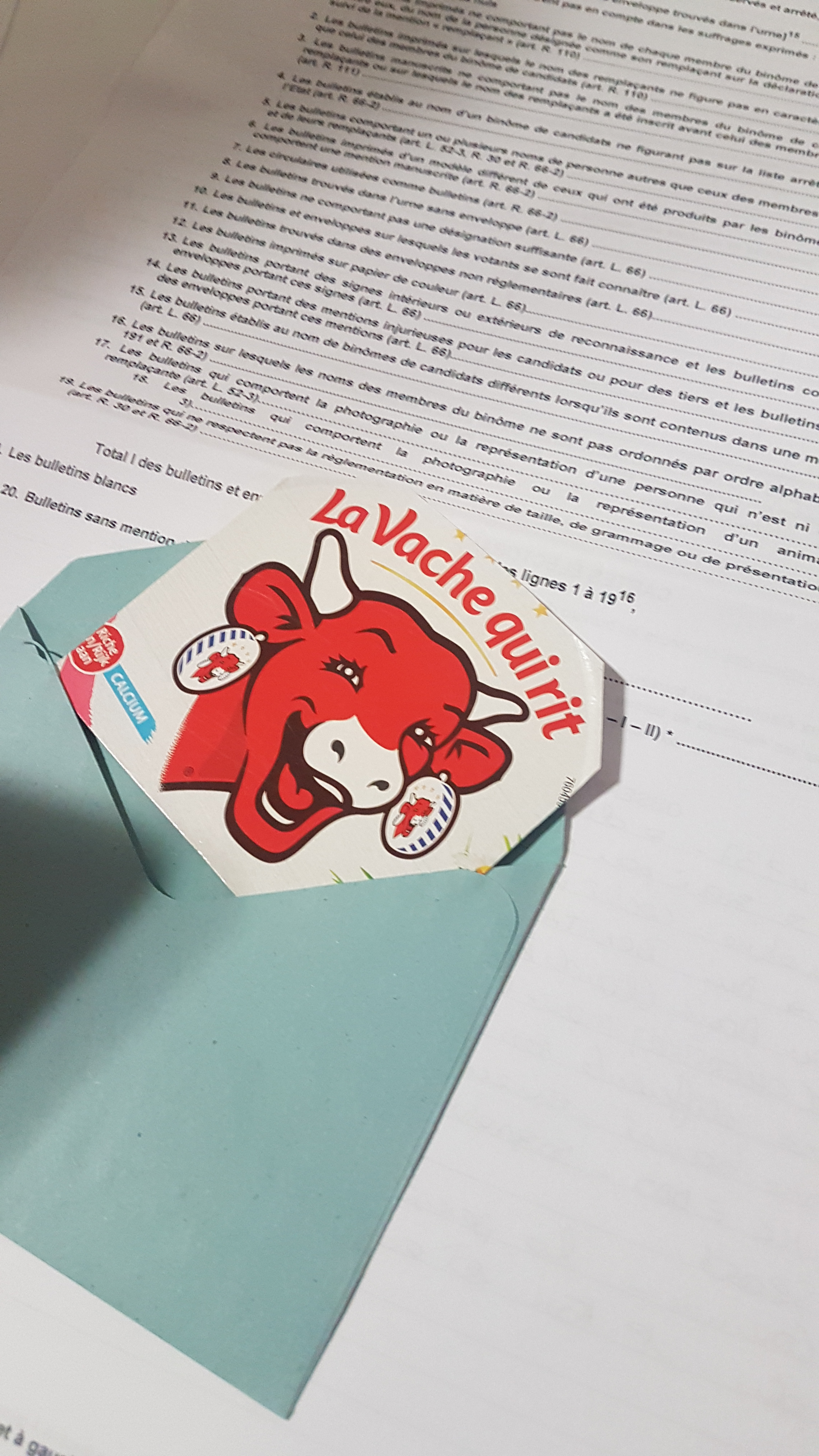
Bulletin nul élections régionales 2021

### Les 15 cas possibles de bulletins nuls
Le législateur français a souhaité faire 15 sous-rubriques de bulletins nuls :
1. Les bulletins qui ne comportent pas le titre de la liste tel qu’il a été enregistré ;
2. Les bulletins qui comportent une modification dans l’ordre de présentation des candidats, une adjonction de noms ou une suppression de noms par rapport à la déclaration de candidature ;
3. Les bulletins établis au nom d’une liste dont la candidature n’a pas été régulièrement enregistrée ;
4. Les bulletins comportant un ou plusieurs noms autres que celui des candidats ;
5. Les bulletins imprimés d’un modèle différent de ceux qui ont été produits par les candidats, les bulletins manuscrits ou qui comportent une mention manuscrite ;
6. Les circulaires utilisées comme bulletin ;
7. Les bulletins trouvés dans l’urne sans enveloppe (l'inverse d'un type de bulletin blanc) ;
8. Les bulletins ne comportant pas une désignation suffisante ;
9. Les bulletins et enveloppes sur lesquels les votants se sont fait connaître ;
10. Les bulletins trouvés dans des enveloppes non réglementaires ;
11. Les bulletins écrits sur papier de couleur ;
12. Les bulletins portant des signes intérieurs ou extérieurs de reconnaissance et les bulletins contenus dans des enveloppes portant ces signes ;
13. Les bulletins portant des mentions injurieuses pour les candidats ou pour des tiers et les bulletins contenus dans des enveloppes portant ces mentions ;
14. Les bulletins établis au nom de listes différentes lorsqu’ils sont contenus dans une même enveloppe ;
15. Les bulletins qui ne respectent pas la règlementation en matière de taille, de grammage ou de présentation.